# Aristolochia lanceolatolorata
Aristolochia lanceolatolorata är en piprankeväxtart som beskrevs av Spencer Le Marchant Moore. Aristolochia lanceolatolorata ingår i släktet piprankor, och familjen piprankeväxter. Inga underarter finns listade i Catalogue of Life.